# Havalegowdana Hosur, Kolar
Havalegowdana Hosur là một làng thuộc tehsil Kolar, huyện Kolar, bang Karnataka, Ấn Độ.